# Flaga gminy Szczecinek
Flaga gminy Szczecinek – jeden z symboli gminy Szczecinek w postaci flagi przyjęty uchwałą rady gminy nr VII/50/2003 z dnia 31 marca 2003.

## Wygląd i symbolika
Flaga zaprojektowana została jako płat tkaniny w kształcie prostokąta, którego stosunek szerokości do długości wynosi 5:8 o barwach od dołu niebieskich, żółtych, zielonych, podzielonych pasmami skośnie w lewo. 
Na fladze herbowej pośrodku obustronnie umieszczony jest herb gminy Szczecinek. Stosunek wysokości herbu do szerokości płata tkaniny wynosi 2,25:5.